# Antonio Bonet
Antonio Bonet Silvestre (Caudiel, Castellón, Espanha, 14 de agosto de 1908) é um ex-futebolista espanhol que jogava como Meia.

## Carreira
'Bonet estreou na Primeira Divisão em 25 de novembro de 1930 no Estádio Chamartín contra o CE Europa (3-1). Antes de jogar no Real Madrid, jogou no Sporting Puerto de Sagunto (conhecido como Sporting Canet). Como treinador, dirigiu o Hércules CF na temporada 1950/51 em que a equipe Alicante ficou na quarta posição, empatado em pontos com o terceiro colocado e só não não passou devido à diferença de golos.